# Un amic per a en Frank
Un amic per a en Frank (originalment en anglès, Robot & Frank) és una pel·lícula de comèdia i drama de ciència-ficció estatunidenca de 2012 dirigida per Jake Schreier i escrita per Christopher Ford. Ambientada en un futur proper, se centra en la figura d'en Frank Weld, un lladre de joies envellit, interpretat per Frank Langella, el fill del qual li compra un robot domèstic. Distant en un principi, en Frank s'acaba entenent amb el robot quan s'adona que pot utilitzar-lo per reiniciar la seva trajectòria com a lladre. Un amic per a en Frank va ser el primer llargmetratge tant de Schreier com de Ford, i va rebre elogis de la crítica pel guió, producció i interpretació. Va guanyar el premi Alfred P. Sloan al Festival de Cinema de Sundancee 2012, empatant amb la pel·lícula del Caixmir Valley of Saints de Musa Syeed. El robot va ser creat per la companyia d'efectes especials Alterian, Inc., propietat de Tony Gardner. Està doblada i subtitulada en català.

## Repartiment
- Frank Langella com a Frank Weld
- Susan Sarandon com a Jennifer
- Peter Sarsgaard com a robot (veu en anglès)
- Rachael Ma com a robot (cos)
- James Marsden com a Hunter Weld
- Liv Tyler com a Madison Weld
- Caine Sheppard com a Ryan
- Jeremy Strong com a Jake
- Jeremy Sisto com a Sheriff Rowlings[3][4]
- Katherine Waterston com a botiguera
- Ana Gasteyer com a botiguera
- Joshua Ormond com a Flattop